# Christian Jenssen
Christian Jenssen (* 2. März 1905 in Krefeld; † 16. August 1996 in Eutin) war Pädagoge und freier Schriftsteller (Erzähler, Biograph, Essayist) und Herausgeber.

## Wirken
Nach einem Studium der Germanistik und Pädagogik arbeitete Jenssen bis 1934 als Redakteur, Kunstkritiker und Lektor in Köln. Dabei stellte er sich nach 1933 in den Dienst der nationalsozialistischen Kulturpolitik. Er gehörte auch dem Kampfbund für deutsche Kultur an. Im Juni 1933 schrieb er in der Berliner Börsen-Zeitung, die nach Görtz und Sarkowicz (s. u.) in der Anfangsphase des Dritten Reichs zu den „einflussreichsten“ Zeitungen gehörte, einen Beitrag über Erich Kästner, der zu einem Artikel über 12 Gegner des Nationalsozialismus gehörte und unter dem Titel Der gestürzte Olymp  veröffentlicht wurde. Darin wurde „zur Hatz auf Kästner aufgerufen“. Jenssen schrieb u. a. wörtlich: „Die Hemmungs- und Schamlosigkeit, für die Gotteslästerung schon Lyrik war, ist seines Wesens bestimmender Teil geblieben. Ihr hat er eine geradezu teuflische Phantasie und Wortwendigkeit nutzbar gemacht in den Versbüchern (...) und Reimereien, die in freche Überheblichkeit Geist und Gefühl fratzenhaft verzerren oder mit nahezu sadistischer Lust verzerrten“. Dann verurteilte Jessen Kästner noch weiter, in dem er ihm u. a. vorhielt, dass ausgerechnet „ein so lebensfremde Schattenfänger hinging und Kinderbücher schrieb“. Jenssen warnte noch besonders vor den Kinderbüchern von Kästner, so auch vor dem Buch Emil und die Detektive.
Nach 1934 lebte Jenssen in Eutin als Volkshochschulleiter und freier Schriftsteller. Er schloss sich dem nationalsozialistisch geprägten Eutiner Dichterkreis an. Er übernahm für diesen die Herausgabe des Eutiner Almanachs, von dem zwischen 1936 und 1940 insgesamt fünf Bände erschienen sind. Zu seinen Schriften gehören Biographien über den Reeder Albert Ballin (1929), den Präsidenten der nationalsozialistischen Reichsschrifttumskammer Hans Friedrich Blunck (1935), über den Dramatiker und Lyriker Friedrich Hebbel (1950), Bücher über Meister der Musik (Bach, Beethoven, Mozart, Schubert) sowie Lebensbilder und Lebenswege deutscher Frauen. Am 14. November 1937 beantragte er die Aufnahme in die NSDAP und wurde rückwirkend zum 1. Mai desselben Jahres aufgenommen (Mitgliedsnummer 5.615.865).
Nach Ende des Zweiten Weltkrieges wurden Jenssens Schriften Deutsche Dichtung im Spiegel der Literaturgeschichten (zusammen mit Hellmuth Langenbucher; List, Leipzig 1936), Deutsche Dichtung der Gegenwart (Teubner, Leipzig 1938), Hans Friedrich Blunck (Hanseatische Verlags-Anstalt, Hamburg 1942) und das von ihm zusammen mit Hans Reyhing herausgegebene Die deutsche Glocke (Gauverlag Bayerische Ostmark, Bayreuth 1942) auf die Liste der auszusondernden Literatur gesetzt.
Über Fritz Reuter veröffentlichte Jenssen 1969 einen Aufsatz im Almanach der Fritz Reuter Gesellschaft („Fritz Reuter als Meister der Erinnerungsdichtung“). Als Nachfolger von Friedrich Griese war Jenssen von 1963 bis 1968 Präsident der Fritz Reuter Gesellschaft e. V. Seit 1949 war er Mitglied der Deutschen Akademie für Sprache und Dichtung.
In der Bundesrepublik wurde in der Zeit nach 1945 Jenssens Verstrickung in den Nationalsozialismus nicht wahrgenommen. So erhielt Jenssen aus der Hand des seinerzeitigen Kultusministers Peter Bendixen als 80-Jähriger die Ehrennadel des Landes Schleswig-Holstein. In der DDR wurden Jenssens Werke teilweise verboten.

## Auszeichnungen
Jenssen war mehrfacher Preisträger des Friedrich-Hebbel-Preises (1954, 1955, 1957, 1958).

## Werke (Auswahl)
- Deutsche Dichtung der Gegenwart, Teubner, Leipzig / Berlin 1936, DNB 574103384.
- Licht der Liebe. Lebenswege deutscher Frauen, Broschek, Hamburg 1938.
- So spricht das Herz sich aus. Deutsche Mundartdichtungen, Bagel, Düsseldorf 1939.
- als Herausgeber: Märchen aus Schleswig-Holstein und dem Unterelbe-Raum, Aschendorff, Münster 1958.
- Literarische Reise durch Schleswig-Holstein, Boyens, Heide 1974, ISBN 3-8042-0142-3.
- Ostholstein. Von Lübeck bis Preetz., Stapp, Berlin 1977, ISBN 3-87776-006-6.
- als Herausgeber: Märchen und Sagen von Menschen und anderen wundersamen Wesen in Norddeutschland, illustriert von Ingrid M. Schmeck, Christians, Hamburg 1978, ISBN 3-7672-0580-7.
- als Herausgeber: Schriftsteller in Schleswig-Holstein – heute, Druck- und Verlagsgesellschaft, Husum 1980, ISBN 3-88042-115-3.